# Сквер «Пам'ять» (Миколаїв)
Сквер «Пам'ять» — сквер, розташований в Миколаєві на вул. Терасна біля Будинку природи. Затверджено згідно з переліком об'єктів зеленого господарства, віднесених до територій рекреаційного призначення в Миколаєві станом на  квітня 2021 року[джерело?].

## Галерея
|                 |
| Сквер «Пам'ять» |

|                 |
| Сквер «Пам'ять» |